# Imi N'Tayart
Imi N'Tayart (àrab إيمي نتايارت) és una comuna rural de la província de Taroudant de la regió de Souss-Massa. Segons el cens de 2014 tenia una població total de 1.164 persones.